# 귀신소리 찾기
《귀신소리 찾기》(Invisible 2: Chasing The Ghost Sound)는 한국에서 제작된 유준석 감독의 2010년 영화이다. 정의순 등이 주연으로 출연하였다.

## 출연

### 주연
- 정의순
- 김왕근
- 정희태

## 기타
- 현장편집: 김진석